# 阿奇扎里特裝甲運兵車
阿奇扎里特（希伯來語：‎女殺手）是以色列國防軍所裝備的重型裝甲運兵車。

## 設計及歷史

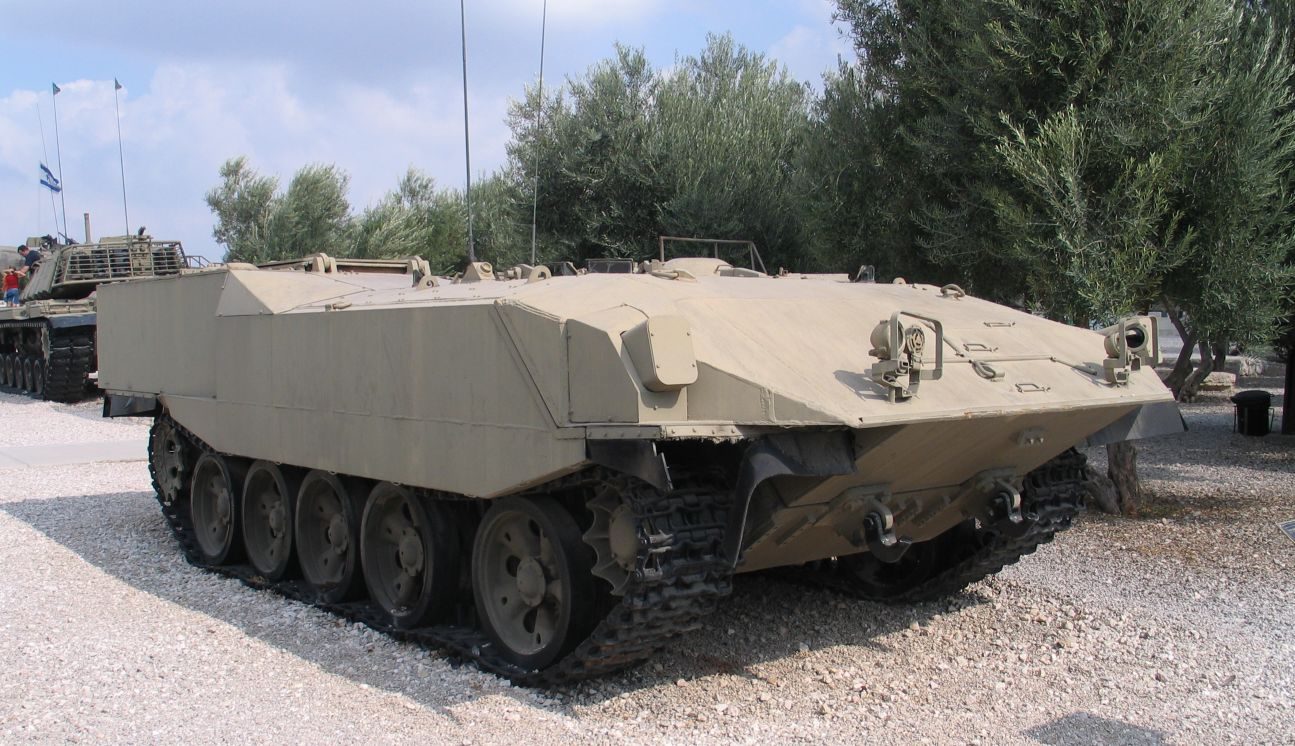
存放在以色列装甲部队纪念馆的阿奇扎里特Mk1，所有武器已被拆除。

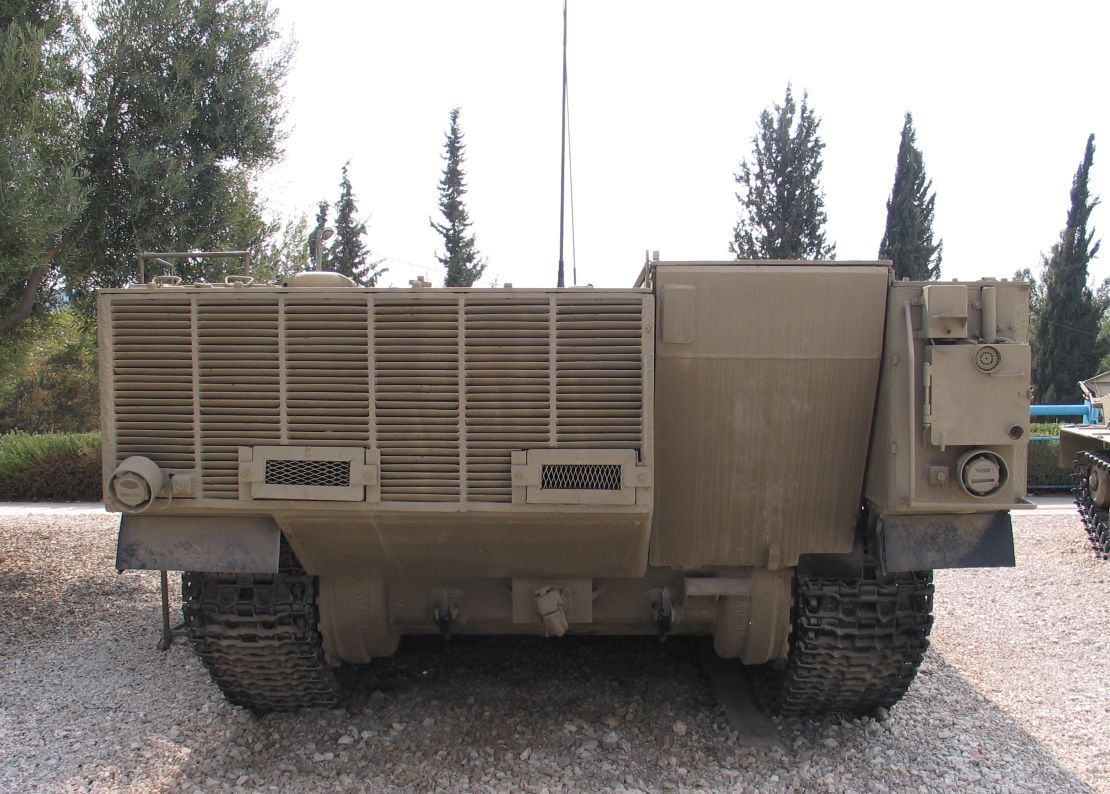
阿奇扎里特Mk1的尾部，右面為上下開合式艙門。

阿奇扎里特是以色列國防軍在1988年以俘虜自中東戰爭中阿拉伯軍隊的蘇制T-54/T-55坦克改裝而成的重型裝甲運兵車，他們把原有炮塔拆除，重新改造車身及加裝反應裝甲，原有的蘇制水冷柴油引擎改為更高功率的650匹柴油引擎（Mk1），並將內部系統升級，在車頂加裝多個艙門及車尾加裝上下開合式艙門。
阿奇扎里特裝有3把MAG 7.62毫米通用機槍及一個7.62毫米或12.7毫米機槍的拉斐爾車頂武器站（OWS—Overhead Weapons Station），這種遙控武器系統由以色列拉斐尔（Rafael）開發，可在車內操控。其後車頂武器站更升級為拉斐爾參孫遙控武器站（Samson RCWS—Remote Controlled Weapon Station）。由於裝有重型裝甲，阿奇扎里特有時又稱為重型步兵戰車。阿奇扎里特目前裝備服役於接近黎巴嫩邊境的戈蘭尼旅及西岸北部的吉瓦提步兵旅。在2004年彩虹行動中拉法赫的以軍M113裝甲運兵車被火箭推進榴彈（RPG）擊毀後，他們把比M113更高防護力的阿奇扎里特投入戰場以增強作戰能力。

## 衍生型
- 阿奇扎里特Mk1：裝有650匹柴油引擎
- 阿奇扎里特Mk2：改用850匹柴油引擎